# Альберто Кавальканті
Альбе́рто де Алме́йда Кавалька́нті (італ. Alberto Cavalcanti, 6 лютого 1897, Ріо-де-Жанейро, Бразилія — 23 серпня 1982, Париж, Франція) — кінорежисер, сценарист, продюсер та художник.

## Життєпис
Альберто Кавальканті народився в Ріо-де-Жанейро (Бразилія) у сім'ї відомого математика італійського походження. У 1917-му у 18-річному віці закінчив Женевський університет, де вивчав архітектуру та юриспруденцію. Приїхавши цього ж року до Парижа, залучився до діячів «Авангарду».
У 1922 році почав працювати в кіно як художник-декоратор у фільмах режисера Марселя Л'Ерб'є «Нелюдяна» і «Покійний Маттіас Паскаль». У 1926 році дебютував як режисер, поставивши фільм «Тільки час», що мав принципове значення для кіноавангардистів, і став свого роду маніфестом документалізму в авангардному кіно. У першому ж своєму фільмі Кавальканті на противагу усім іншим доводив, що і документальна картина довколишнього світу також може слугувати матеріалом для експериментів з часом і простором, давши поштовх особливому різновиду документального кіно — поетичному документальному фільму..
У 1934 році на запрошення англійського режисера-документаліста Джона Грірсона Кавальканті переїхав до Лондона, де працював продюсером та керівником виробництва в очолюваному Грірсоном кінооб'єднанні GPO Film Unit. У 1945 році спільно з Б. Дірденом, Ч. Крайтоном и Р. Геймером поставив ігровий фільм «Пізно вночі», який у 1946 році отримав приз Кінофестивалю в Локарно за найкращий сценарій.
Повернувшись у 1950 році до Бразилії, Кавальканті працював там продюсером на кіностудії в Сан-Паулу, яку і очолював, а у 1952 році заснував кіностудію «Кінофільмес» (Kino Filmes), де поставив свій найкращий фільм «Пісня моря» (1952).
У 1954 році після внесення його до «чорного списку» за комуністичні погляди, Альберто Кавальканті повернувся до Європи. Протягом 1960–1970 років працював в Австрії, Англії, Франції.

Син Альберто Кавальканті — бразильський кінорежисер Івері Кавальканті.

У 1953 році в Бразилії вийшла автобіографічна книга Альберто Кавальканті «Filme e Realidade» (Кіно і реальність).
Помер Кавальканті в Парижі у 85-річному віці.

## Обрана фільмографія
| Рік  | Назва                            | Оригінал                                     | Країна/Опис |
| ---- | -------------------------------- | -------------------------------------------- | ----------- |
| 1927 | На рейді                         | En rade                                      | Франція     |
| 1928 | Капітан Фракасс                  | Captain Fracasse                             | Франція     |
| 1929 | Червона шапочка                  | Le petit chaperon rouge                      | Франція     |
| 1930 | Канікули диявола                 | Les vacances du diable                       | ,           |
| 1931 | На загубленому острові           | Dans une île perdue                          | Франція     |
| 1942 | Як пройшов день?                 | Went the Day Well?                           | Англія      |
| 1944 | Любитель шампанського            | Champagne Charlie                            | Англія      |
| 1945 | Пізно вночі                      | Dead of Night                                | Англія      |
| 1947 | Життя і пригоди Ніколаса Нікльбі | The Life and Adventures of Nicholas Nickleby | Англія      |
| 1947 | Перший джентльмен                | The First Gentleman                          | Англія      |
| 1947 | Вони зробили мене втікачем       | They Made Me a Fugitive                      | Англія      |
| 1952 | Пісня моря                       | O Canto do Mar                               | Бразилія    |
| 1959 | Перша ніч                        | La prima notte                               | ,           |
| 1959 | Пан Пунтіла і його слуга Матті   | Herr Puntila und sein Knecht Matti           | ,           |

## Нагороди та номінації
| Рік  | Нагорода                                   | Категорія                 | Номінант                     | Результат |
| ---- | ------------------------------------------ | ------------------------- | ---------------------------- | --------- |
| 1946 | Кінофестиваль в Локарно                    | При за найкращий сценарій | «Пізно вночі»                | Перемога  |
| 1947 | Міжнародний кінофестиваль у Карлових Варах | Найкращий режисер         | «Пісня моря»                 | Перемога  |
| 1947 | Венеційський кінофестиваль                 | Міжнародний Гран-прі      | «Вони зробили мене втікачем» | Номінація |
| 1954 | Каннський кінофестиваль                    | Гран-прі                  | «Пісня моря»                 | Номінація |